# スポーツプレックス・ジャパン
スポーツプレックス・ジャパン株式会社は、2000年4月から2008年8月まで存在した日本の企業。スポーツクラブを運営していた。

## 概要
従業員数138人（2007年9月30日現在）。売上高は5,858百万円。当期純損失は236百万円（2007年3月期）。
会員の運動リスクや運動履歴データをシステムで管理し、一人ひとりの運動目的に合わせて医師・管理栄養士・トレーナーがサポートを行う「メディフィット」というサービスを特徴としていた。

## 沿革
セントラルスポーツの元常務取締役である翠愼が、2000年4月に設立した。設立当時の商号は、株式会社トライ・インターナショナルであったが、2001年3月に「スポーツプレックス・ジャパン株式会社」へと変更された。
2004年4月、発行済総株式数の82.6％を東京電力株式会社が譲り受け、東京電力の子会社となった。
2008年3月には、株式会社コナミが東京電力の同社持株をすべて譲り受け、コナミの子会社となり、その翌月にはコナミのグループ再編により株式会社コナミスポーツ&ライフの子会社となった。そして同年6月、コナミスポーツ&ライフに吸収合併され、法的実体が消滅した。10月1日には、店舗名も「コナミスポーツクラブ」に変更となった。
- 年表
  - 2000年 4月 – 株式会社トライ・インターナショナル設立
  - 2001年 3月 – セルバ株式会社を吸収合併、スポーツプレックス・ジャパン株式会社に商号変更。スポーツプレックス恵比寿、アリススポーツクラブを開店
  - 2001年 4月 – スポーツプレックス目黒を開店（雅叙園からの事業継承）
  - 2001年10月 – スポーツプレックス代々木上原を開店（小田急電鉄からの事業継承）
  - 2001年11月 – スポーツプレックス荻窪を開店
  - 2002年 8月 - スポーツプレックス武蔵境を開店（大京からの事業継承）
  - 2003年 1月 - スポーツプレックス自由が丘を開店（三越からの事業継承）
  - 2003年 4月 – スポーツプレックスたまプラーザを開店
  - 2004年 4月 - スポーツプレックス希望が丘を開店
  - 2004年 5月 – 東京電力の子会社になる
  - 2005年10月 - スポーツプレックス磯子を開店
  - 2005年11月 - スポーツプレックス中野富士見町を開店
  - 2006年11月 - スポーツプレックス碑文谷を開店
  - 2007年 2月 - スポーツプレックス東松原を開店
  - 2008年 3月6日 – コナミの子会社になる（東京電力の全持株の譲渡）
  - 2008年 4月1日 – コナミスポーツ&ライフの子会社になる（コナミの全持株の譲渡）
  - 2008年 6月30日 – コナミスポーツ&ライフ株式会社により吸収合併。法的実体の消滅。
  - 2008年10月1日 – 店舗名の「コナミスポーツクラブ」への変更（一部店舗は除外）

## 施設
施設は、2008年9月30日までのものである。同年10月以降は、施設名称に「スポーツプレックス」の代わりに「コナミスポーツクラブ」を用い、コナミスポーツ&ライフ株式会社により運営されている。

### 東京
- スポーツプレックス恵比寿
- スポーツプレックス代々木上原
- スポーツプレックス目黒
- スポーツプレックス自由が丘
- スポーツプレックス碑文谷
- スポーツプレックス東松原
- スポーツプレックス中野富士見町
- アリススポーツクラブ
- スポーツプレックス荻窪
- スポーツプレックス武蔵境

### 神奈川
- スポーツプレックス磯子
- スポーツプレックスたまプラーザ
- スポーツプレックス希望が丘